# Бердник Олександр Олегович
Олекса́ндр Оле́гович Бе́рдник (нар. 1 жовтня 1995, с. Велика Тернівка, Якимівський район, Запорізька область, Україна — 28 квітня 2017, с. Павлопіль, Волноваський район, Донецька область, Україна) — український військовик, матрос Військово-морських сил ЗС України, водій (137-й окремий батальйон морської піхоти), учасник російсько-української війни на сході України.

## Біографія
Народився 1995 року в селі Велика Тернівка Якимовського району Запорізької області. Потім сім'я переїхала в село Дирдин Городищенського району Черкаської області. Навчався в загальноосвітній школі сусіднього села Хлистунівка. Займався кікбоксингом, брав участь у змаганнях, отримував призи. Закінчив Городищенське професійне технічне училище № 14.
Під час російської збройної агресії проти України 2015 року був призваний на військову службу, в лютому 2016 року підписав контракт ще на три роки.
Матрос, водій 2-ї роти морської піхоти 137-го окремого батальйону морської піхоти ВМС ЗС України, в/ч А3821, с. Дачне, Одеська область.
Виконував завдання на території проведення антитерористичної операції на Маріупольському напрямку.
Загинув під час виконання бойового завдання 28 квітня 2017 року, внаслідок підриву військового автомобіля на міні неподалік села Павлопіль Волноваського району. Матрос завіз бійців на позицію і повертався назад дорогою, якою військовики їздили вже пів року, але цього разу спрацював вибуховий пристрій. Машину у грудні 2016 передали морпіхам волонтери Фонду «Повернись живим», внаслідок вибуху автомобіль був повністю знищений.
Похований 1 травня на кладовищі села Дирдин.
По смерті залишилися батько Олег Іванович Бердник та наречена.

## Нагороди та вшанування
- Указом Президента України № 161/2017 від 13 червня 2017 року, «за особисту мужність, виявлену у захисті державного суверенітету та територіальної цілісності України, самовіддане виконання військового обов'язку», нагороджений орденом «За мужність» III ступеня (посмертно)[4].
- Нагороджений нагрудним знаком «Учасник АТО».
- Посмертно нагороджений Почесною грамотою Черкаської обласної державної адміністрації, відзнаками «За заслуги перед Черкащиною», «За оборону Маріуполя»[5].
- 1 вересня 2017 року в селі Хлистунівка на Черкащині, на будівлі Хлистунівської ЗОШ І−ІІІ ступенів, відкрили меморіальну дошку на честь полеглого на війні випускника школи Олександра Бердника[6].